# Ormyrus lanatus
Ormyrus lanatus är en stekelart som beskrevs av Zerova 1985. Ormyrus lanatus ingår i släktet Ormyrus och familjen kägelglanssteklar.
Artens utbredningsområde är Kazakstan. Inga underarter finns listade i Catalogue of Life.